# Olidiana ritcheri
Olidiana ritcheri är en insektsart som beskrevs av Nielson 1982. Olidiana ritcheri ingår i släktet Olidiana och familjen dvärgstritar. Inga underarter finns listade i Catalogue of Life.